# Cornish Hall End
Cornish Hall End – wieś w Anglii, w Esseksie. W 1870–1872 wieś liczyła 722 mieszkańców.